# 二溴化钛
二溴化钛是一种无机化合物，化学式为TiBr2。它是黑色固体，具有碘化镉结构，有八面体Ti(II)中心。它可由单质化合得到：
Ti + Br2  →  TiBr2
它可以和溴化铯反应，生成一维线型化合物CsTiBr3。